# Nurzia
I Nurzia sono una famiglia di imprenditori dell'Aquila, attivi nel campo dell'industria dolciaria sin dall'inizio dell'Ottocento.

## Storia

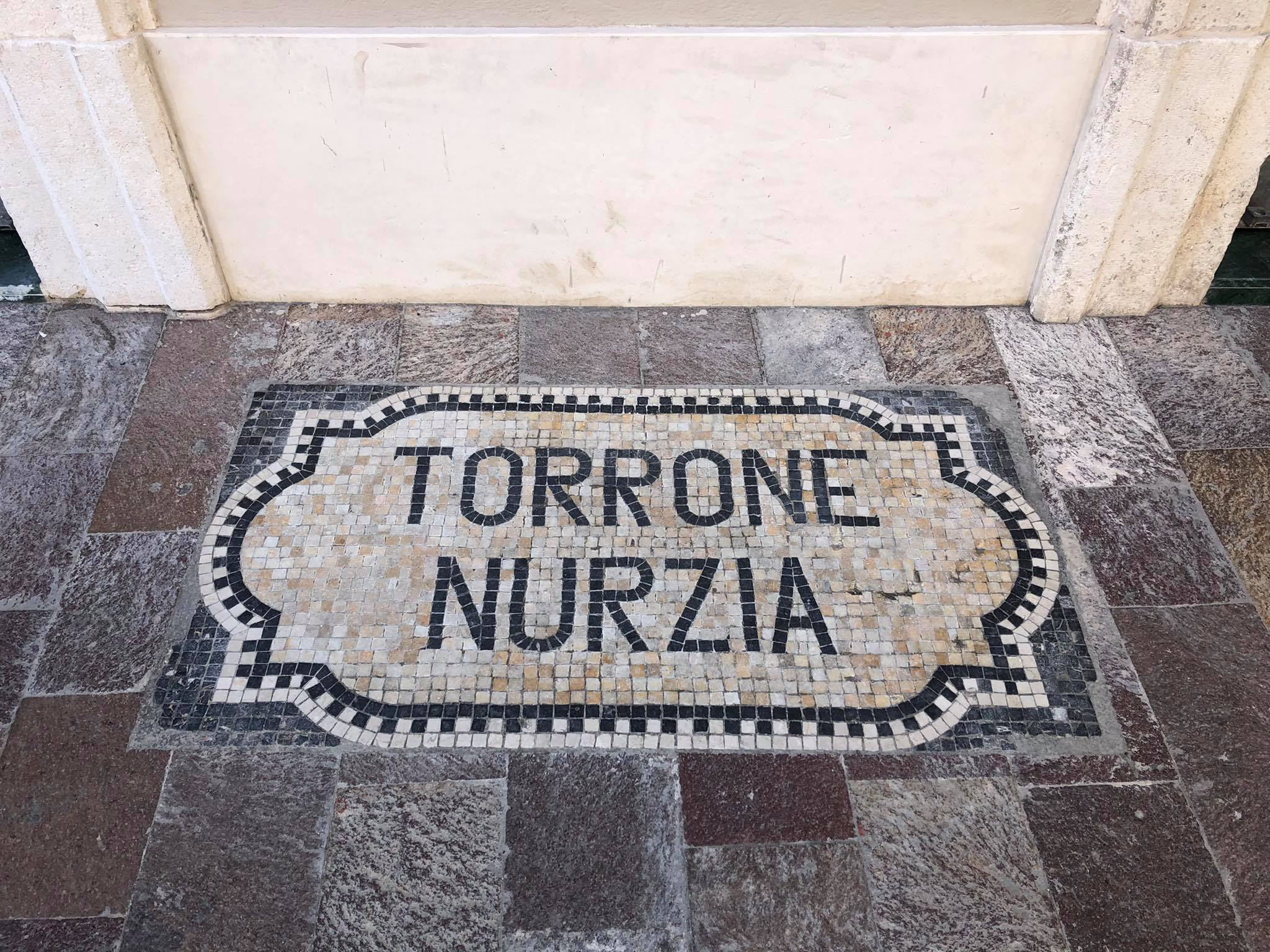
La targa posta sul selciato di fronte l'Antica pasticceria attiva in piazza del Duomo dell'Aquila

### Inizio dell'attività commerciale
La famiglia è originaria di Arischia, piccolo centro posto tra la conca aquilana e l'alto Aterno; già nel 1736, con Saverio Nurzia, la famiglia entrò nel ramo alimentare con l'apertura della prima bottega nel paese natale. A cavallo tra il XVIII e il XIX secolo Gennaro Nurzia si trasferì all'Aquila, dove aprì una piccola distilleria, implementando così le attività commerciali della famiglia. Fu tuttavia Francesco Saverio, figlio di Gennaro, che iniziò a indirizzare le attività della bottega al ramo dolciario e, nel 1835, aprì lo storico caffè in piazza del Duomo con la denominazione di Antica pasticceria e fabbrica di liquori Saverio Nurzia & figli, seguito poi da un secondo negozio su corso Vittorio Emanuele.
In quel periodo, la produzione dolciaria avveniva in un laboratorio localizzato in prossimità di porta Napoli e faceva perno su alcuni prodotti d'importazione, come il pregiato cacao svizzero e lo champagne francese, che arrivavano in città grazie alla linea ferroviaria.

### L'invenzione del torrone Nurzia
Il successivo salto di qualità avvenne con Ulisse Nurzia, primogenito di Francesco Saverio, che mise a frutto l'esperienza maturata nel suo periodo di formazione a Milano e Parigi. Con il nome di Fratelli Nurzia, la ditta cominciò a distinguersi, oltre che per l'alta qualità dei suoi prodotti, per la pregevole cura dei cataloghi di presentazioni e dei confezionamenti, rispettivamente affidati ai tipografi delle officine di San Leucio e agli artigiani milanesi. Ulisse è inoltre considerato l'inventore del torrone tenero al cioccolato aquilano, una particolare variante del torrone di Cremona, che si impose in breve tempo come prodotto d'eccellenza in tutto il territorio nazionale. Nel 1910 il prodotto venne registrato con il nome di "Torrone Nurzia".
Dopo un tentativo di espansione con la delocalizzazione della produzione in un nuovo laboratorio in via Niccolò Jommelli a Milano – fallito probabilmente a causa della differenza di umidità tra l'Abruzzo e la pianura Padana che inficiava la riuscita della torrefazione all'aquilana – , Ulisse rientrò all'Aquila e consolidò il prestigio acquisito dal laboratorio-caffè in piazza del Duomo, dovendo anche far fronte, dapprima ai danni dal terremoto della Marsica del 1915, quindi alle limitazioni imposte dal regime fascista sui prodotti d'importazione quali il cacao svizzero.

### Le divisioni familiari
Nel 1940 Ulisse decise di ritirarsi dalle attività dividendo i beni della famiglia tra i suoi eredi: ai giovanissimi nipoti Ulisse e Giovanni, figli di Tito, andarono il negozio, il laboratorio e la villa Nurzia, mentre alle altre due figlie, Ada e Ines, andò la ricetta e il marchio "Torrone Nurzia". In questo modo, Ulisse tentò di mettere al sicuro l'attività di famiglia da alcuni eccessi del primogenito, considerato inaffidabile. Per tutta risposta, Tito si dedicò anch'egli all'attività dolciaria sotto la denominazione di Antica ditta F.lli Nurzia di Tito Nurzia, mentre le sorelle continuarono la produzione del torrone con il nome di Sorelle Nurzia di Ada e Ines Nurzia facendo uso del marchio originale.
Cominciò così uno scontro fratricida che prese il nome di "guerra del Torrone". Una sentenza del tribunale riconobbe a ciascuna delle due ditte il diritto di produrre il torrone aquilano, dando così inizio ad una concorrenza spietata, resa ancor più accesa dall'ingresso, nella società delle Sorelle Nurzia, della famiglia Farroni – imprenditori nel ramo della grande distribuzione alimentare – che consentì l'esportazione fuori dai confini nazionali ed anche oltreoceano. Seppur calmierato dal tempo, permane ancora un forte antagonismo tra le due società.
Con il terremoto dell'Aquila del 2009, il caffè dei Fratelli Nurzia in piazza del Duomo, ha subito gravi danni ed è stato dichiarato inagibile, venendo riaperto definitivamente nel 2020.

## Albero genealogico
Di seguito l'albero genealogico della famiglia Nurzia:
|       |       |         |         |                                                           |                                                           |                                 |                            |                                         |                                         |                               |                               |                       |                       |
|       |       |         |         | Berardino capostipite                                     |                                                           |                                 |                            |                                         |                                         |                               |                               |                       |                       |
|       |       |         |         |                                                           |                                                           |                                 |                            |                                         |                                         |                               |                               |                       |                       |
|       |       |         |         |                                                           |                                                           |                                 |                            |                                         |                                         |                               |                               |                       |                       |
|       |       |         |         | Saverio 1736-...                                          |                                                           |                                 |                            |                                         |                                         |                               |                               |                       |                       |
|       |       |         |         |                                                           |                                                           |                                 |                            |                                         |                                         |                               |                               |                       |                       |
|       |       |         |         |                                                           |                                                           |                                 |                            |                                         |                                         |                               |                               |                       |                       |
|       |       |         |         | Gennaro 1788-...                                          |                                                           |                                 |                            |                                         |                                         |                               |                               |                       |                       |
|       |       |         |         |                                                           |                                                           |                                 |                            |                                         |                                         |                               |                               |                       |                       |
|       |       |         |         |                                                           |                                                           |                                 |                            |                                         |                                         |                               |                               |                       |                       |
|       |       |         |         | Francesco Saverio sp. Emilia Perrotti                     |                                                           |                                 |                            |                                         |                                         |                               |                               |                       |                       |
|       |       |         |         |                                                           |                                                           |                                 |                            |                                         |                                         |                               |                               |                       |                       |
|       |       |         |         |                                                           |                                                           |                                 |                            |                                         |                                         |                               |                               |                       |                       |
| Sirio | Sirio | Teofilo | Teofilo | Lucrezia                                                  | Lucrezia                                                  | Silvia                          | Silvia                     | Ulisse 1871-1956 sp. Vincenza Donatelli | Ulisse 1871-1956 sp. Vincenza Donatelli |                               |                               |                       |                       |
|       |       |         |         |                                                           |                                                           |                                 |                            |                                         |                                         |                               |                               |                       |                       |
|       |       |         |         |                                                           |                                                           |                                 |                            |                                         |                                         |                               |                               |                       |                       |
|       |       |         |         |                                                           | Tito 1900-1985 sp. Angela Gallo                           | Tito 1900-1985 sp. Angela Gallo |                            |                                         |                                         | Ada ...-1979 ⬤ Sorelle Nurzia | Ada ...-1979 ⬤ Sorelle Nurzia | Ines ⬤ Sorelle Nurzia | Ines ⬤ Sorelle Nurzia |
|       |       |         |         |                                                           |                                                           |                                 |                            |                                         |                                         |                               |                               |                       |                       |
|       |       |         |         |                                                           |                                                           |                                 |                            |                                         |                                         |                               |                               |                       |                       |
|       |       |         |         | Ulisse (II) ⬤ Fratelli Nurzia sp. Giuliana Dipietrantonio | Ulisse (II) ⬤ Fratelli Nurzia sp. Giuliana Dipietrantonio | Giovanni ⬤ Fratelli Nurzia      | Giovanni ⬤ Fratelli Nurzia | Giorgio                                 | Giorgio                                 | Laura                         | Laura                         | Rosanna               | Rosanna               |
|       |       |         |         |                                                           |                                                           |                                 |                            |                                         |                                         |                               |                               |                       |                       |
|       |       |         |         |                                                           |                                                           |                                 |                            |                                         |                                         |                               |                               |                       |                       |
|       |       |         | Natalia | Natalia                                                   | Francesco Saverio (II)                                    | Francesco Saverio (II)          |                            |                                         |                                         |                               |                               |                       |                       |